# جاي وليامز (كاتب أغاني)
جاي وليامز (بالإنجليزية: Jay Williams)‏ هو كاتب أغاني بريطاني، ولد في 1973 في لندن في المملكة المتحدة.

## وصلات خارجية
- جاي وليامز على موقع ميوزك برينز (الإنجليزية)
- جاي وليامز على موقع ديسكوغز (الإنجليزية)

لم يتم العثور على روابط لمواقع التواصل الاجتماعي.